# Шталаг IV-B
Шталаг IV-B (є абревіатурою німецького нім. Stammlager — «Головний табір») — один з найбільших концентраційних таборів на території Німеччини, що розташовувався поблизу Мюльберга в Саксонії.
У період з 1939 по 1945 рік у таборі було ув'язнено понад 30 тисяч осіб. Табір був звільнений у 1945 році Червоною армією. Аж до 1948 року НКВС утримувало тут ув'язнених злочинців, перетворивши будівлю концтабору на в'язницю.

## Історія
Табір займав площу близько 30 гектарів та був відкритий у вересні 1939 року. Першими ув'язненими було близько 17 тисяч польських солдатів, захоплених у ході німецького наступу у вересні 1939 року. Перші два місяці вони жили просто неба або в наметах, а деяких перевели в інші табори. У травні 1940 року надійшли перші французькі солдати, які були взяті в полон у битвах у Франції. У 1941 році після боїв у Греції в таборі з'явилися британські та австралійські бранці, а після червня 1941 року перші військовополонені з Радянського Союзу. У жовтні 1944 року надійшло кілька тисяч поляків, захоплених після Варшавського повстання членів «Армії Крайової», зокрема кілька сотень жінок-солдатів. Останні були переведені в інші табори, такі як Stalag IV-E (Альтенбург) та Oflag IX-C (Мольсдорф) у листопаді 1944 року. Наприкінці грудня цього ж року після Арденської битви було надіслано близько 7500 полонених американців. Особливістю табору було те, що жінки та чоловіки утримувалися спільно, а також були випадки народження дітей. За спогадами ув'язнених, робочий день починався з п'ятої ранку, без будь-яких вихідних або святкових днів. Цигарки служили основним засобом платежу за прихильність охорони або надання будь-яких послуг.
Червона армія звільнила ув'язнених у таборі 23 квітня 1945 року. Загалом за час існування табору у його стінах утримувалися представники з 33 держав. Коли Червона Армія підійшла до табору у квітні 1945 року, на його території утримувалося близько 30 000 осіб, із них 7 250 були британцями. Близько 3 000 людей померли внаслідок туберкульозу та тифу. Британські та американські ув'язнені продовжували утримуватись у таборі ще понад місяць після звільнення радянськими військами. Майор Василь Верщенко пояснював це тим, що між СРСР та союзниками існує домовленість, згідно з якою всі полонені американці будуть повернуті лише після сплати за них фінансового відшкодування. Окремим солдатам вдавалося здійснити втечу і пробратися на підконтрольні американцям території.
У серпні 1945 року НКВС відкрили на території табору в'язницю, де утримували понад 22 800 осіб, а 6 700 з них загинули. В'язниця припинила своє існування 1948 року.

## Видатні особи, які пройшли Шталаг IV-B
- Боб Ентроп[en] — голландський малаколог
- Клод Сімон — лауреат Нобелівської премії з літератури 1985 року, Франція
- Константи Ільдефонс Галчинський — польський поет
- Курт Воннеґут — американський письменник
- Якуб Міхлевич[en] — польський солдат опору